# Flughafen Rouen

i7
i11
i13
Der Flughafen Rouen (frz. Aéroport Rouen Vallée de Seine, IATA-Code: URO, ICAO-Code: LFOP) liegt in der Gemeinde Boos im Département Seine-Maritime in Frankreich. Er ist von 05:30–22:00 Uhr geöffnet.

## Geschichte (Zweiter Weltkrieg)
Während des Westfeldzuges der deutschen Wehrmacht nutzte auch die Luftwaffe den Flugplatz Boos-Rouen. Im Mai/Juni 1940 lagen hier Bf 110 von Stab, I. und III. Gruppe des Zerstörergeschwaders 26 und der I. Gruppe des Zerstörergeschwaders 1 und Mitte Juni 1940 auch kurzzeitig Bf 109 vom Stab des Jagdgeschwaders 51 und der I. Gruppe des Jagdgeschwaders 21.

## Technik am Flughafen
Am Flughafen kann JET A1 und AvGas getankt werden. Auf einer Fläche von 200 m² können maximal 100.000 Passagiere jährlich abgefertigt werden. Die Frachtkapazität liegt bei 20.000 t auf 2.000 m².
ILS Cat I ist vorhanden. VASIS und AVASIS stehen zur Verfügung.

## Verkehrsanbindung
Es besteht eine regelmäßige Busverbindung vom Flughafen nach Rouen. Zudem stehen am Flughafenterminal Taxis bereit.

## Zwischenfälle
- Am 20. August 1946 wurde eine Avro Lancastrian C.1 der British Overseas Airways Corporation (BOAC) (Luftfahrzeugkennzeichen G-AGMF) nahe dem Flughafen Rouen auf einem Trainingsflug in den Boden geflogen, als die Besatzung durch die Wolken sank, ohne ihre Position richtig bestimmt zu haben. Durch diesen CFIT (Controlled flight into terrain) wurden 8 der 9 Insassen getötet.[2]